# Idaea degenerata
Idaea degenerata är en fjärilsart som beskrevs av Treitschke 1828. Idaea degenerata ingår i släktet Idaea och familjen mätare. Inga underarter finns listade i Catalogue of Life.